# Hall of Fame (Big Sean)
Hall of Fame è il secondo album in studio del rapper statunitense Big Sean, pubblicato nel 2013.

## Tracce
1. Nothing Is Stopping You – 5:03 (Sean Anderson, Dwane Weir II, Alexander Izquierdo, Pharrell Williams)
2. Fire – 4:22 (Anderson, Darhyl Camper Jr., Izquierdo, Rob Kinelski)
3. 10 2 10 – 3:22 (Anderson, Dion Wilson, Jacques Webster, Weir II)
4. Toyota Music – 3:23 (Anderson, Noah Beresin)
5. You Don't Know – 3:42 (Anderson, Wilson, Adam "Flinch" Glassco, Ellie Goulding)
6. Beware (featuring Lil Wayne & Jhené Aiko) – 3:54 (Anderson, Dwayne Carter Jr., Weir II, Izquierdo)
7. First Chain (featuring Nas & Kid Cudi) – 5:29 (Anderson, Scott Mescudi, Nasir Jones, Wilson, Weir II)
8. Mona Lisa – 3:30 (Anderson, Marcos Palacios, Ernest Clark, Izquierdo)
9. Freaky – 0:42 (Anderson)
10. MILF (featuring Nicki Minaj & Juicy J) – 4:23 (Anderson, Jordan Houston, Onika Maraj, Palacios, Clark, Izquierdo)
11. Sierra Leone – 4:44 (Anderson, Ray Evans, Neal Hefti, Nicole Lequerica, Jay Livingston, James Poyser)
12. It's Time (featuring Jeezy & Payroll) – 4:41 (Anderson, Jay Jenkins, Weir II)
13. World Ablaze (featuring James Fauntleroy) – 4:48 (Anderson, James Fauntleroy, Weir II, Wilson)
14. Ashley (featuring Miguel) – 4:22 (Anderson, Miguel Pimentel, Emmanuel Nickerson, Wilson)
15. All Figured Out – 4:44 (Anderson, Wilson)

## Classifiche

### Classifiche settimanali
| Classifica (2013)         | Posizione massima |
| ------------------------- | ----------------- |
| Belgio (Fiandre)          | 149               |
| Canada                    | 10                |
| Regno Unito               | 56                |
| Regno Unito R&B           | 5                 |
| Stati Uniti               | 3                 |
| US Digital Albums         | 2                 |
| US Rap Albums             | 1                 |
| US Top R&B/Hip-Hop Albums | 1                 |
| US Tastemaker Albums      | 7                 |

### Classifiche di fine anno
| Classifica (2013)         | Posizione massima |
| ------------------------- | ----------------- |
| US Top R&B/Hip-Hop Albums | 47                |